# Carolyn Wheat
Carolyn Wheat (Green Bay, 8 agosto 1946) è una scrittrice statunitense di narrativa gialla.

## Biografia
Carolyn Wheat è nata l'8 agosto 1946 a Green Bay, nel Wisconsin, dall'ingegnere Lawrence Wheat e dalla bibliotecaria Mary Sensiba.
Ha studiato all'Università di Toledo, nell'Ohio, conseguendovi un B.A. nel 1968 e un J.D. nel 1971.
Autrice di 7 romanzi, numerosi racconti e un saggio appartenenti al genere poliziesco, ha lavorato come procuratrice a New York e insegna scrittura creativa all'Università della California, San Diego.
Tra i riconoscimenti ottenuti, si segnala un Premio Agatha per il racconto Accidents Will Happen del 1997.

## Opere principali

### Serie Cass Jameson
- Dead Man's Thoughts (1983)
- Dove non muore nessuno (Where Nobody Dies, 1986), Milano, Il Giallo Mondadori N. 2039, 1988
- Fresh Kills (1995)
- Mean Streak (1996)
- Troubled Waters (1997)
- Sworn to Defend (1998)

### Altri romanzi
- Jemima Dancer (1987) (pubblicato con lo pseudonimo di Corintha Bennett)

### Racconti
- Murder on Route 66 (1999)
- Tales Out of School (2000)
- Women Before the Bench (2001)

### Antologie
- The Sunken Sailor (2004)

### Saggi
- How to Write Killer Fiction (2003)

## Premi e riconoscimenti
- Premio Agatha per il miglior racconto breve: 1997 vincitrice con Accidents Will Happen
- Edgar Award: 1997 finalista con Mean Streak
- Anthony Award per il miglior racconto: 1997 vincitrice con Accidents Will Happen
- Premio Macavity per il miglior racconto: 1998 vincitrice con Cruel & Unusual
- Premio Shamus per il miglior racconto: 1998 vincitrice con Love Me For My Yellow Hair Alone